# Rachel Avnery

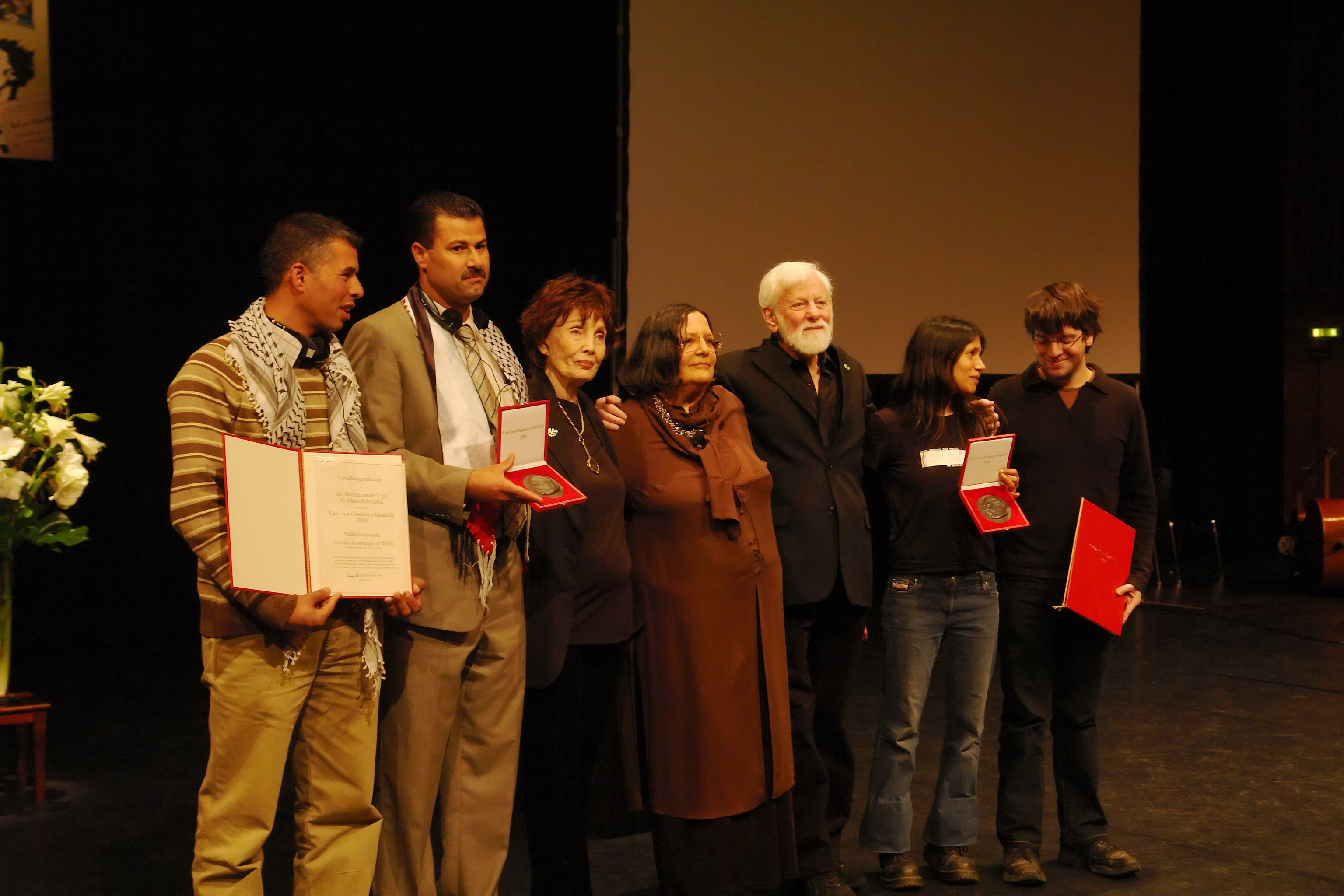
Rachel Avnery (3. v. l.) bei der Verleihung der Carl-von-Ossietzky-Medaille 2008

Rachel Avnery (hebräisch רחל אבנרי; * 1932 in Berlin; † 21. Mai 2011 in Tel Aviv) war eine israelische Friedensaktivistin.

## Leben
Rachel Avnery war zunächst als Lehrerin, dann als Fotografin tätig.
In der Biografie über Uri Avnery (Kaufhold, 2003) wird über ihr Kennenlernen bemerkt:

„Es kam zu heftigen Auseinandersetzungen um Avnerys Blatt (haOlam haZeh), welche z. T. militant ausgetragen wurden: Es überlebte drei Bombenanschläge auf die Redaktion sowie Druckerei, zahlreiche erfolgreich niedergeschlagene Verfahren auf Strafverfolgung wegen Aufruhrs, zwei Mordanschläge. 1953 überfiel ein Unbekannter Avnery und brach ihm beide Hände und alle Finger. Doch selbst dieser traumatische Schicksalsschlag fand für Avnery eine positive Wendung: Rachel, die mit ihren Eltern im Alter von einem Jahr aus Deutschland nach Palästina geflohen war und immer noch Deutsch spricht, pflegte ihn – und wurde seine Ehefrau: ‚Wir haben fünf Jahre in Sünde gelebt und dann geheiratet. Ich glaube, wir sind so ziemlich das einzige mir bekannte israelische Ehepaar, das nicht geschieden ist.‘“

1993 gründete sie zusammen mit ihrem Mann Uri Avnery die israelische Friedensinitiative Gusch Schalom, 2001 erhielten sie beide dafür den Right Livelihood Award. Sie verstarb am 21. Mai 2011 nach langer Krankheit in Tel Aviv.